# Viola Reggio Calabria 1994-1995
Rosa della Viola Reggio Calabria per la stagione 1994-1995 di Serie A1.
Piazzamento finale: 11º posto.
Sponsor: Pfizer.
| Nome                                 | Nazionalità                              | Ruolo      | Nascita |
| ------------------------------------ | ---------------------------------------- | ---------- | ------- |
| Salvatore Casamento                  | Italia (bandiera)                        | ala        | 1974    |
| Alessandro Fantozzi                  | Italia (bandiera)                        | playmaker  | 1961    |
| Giuseppe Ganci                       | Italia (bandiera)                        | ala        | 1975    |
| Agostino Li Vecchi                   | Italia (bandiera)                        | ala        | 1970    |
| Jorge Rifatti                        | Argentina (bandiera) · Italia (bandiera) | centro     | 1970    |
| Alessandro Santoro                   | Italia (bandiera)                        | playmaker  | 1965    |
| Marco Spangaro                       | Italia (bandiera)                        | guardia    | 1969    |
| Gustavo Tolotti                      | Italia (bandiera)                        | ala-centro | 1967    |
| Randy White                          | Stati Uniti (bandiera)                   | ala        | 1967    |
| Shaun Vandiver (fino al 19/03/1995)  | Stati Uniti (bandiera)                   | centro     | 1968    |
| Roberto Bullara (fino al 19/02/1995) | Italia (bandiera)                        | guardia    | 1964    |
| Wendell Alexis (fino al 20/11/1994)  | Stati Uniti (bandiera)                   | ala        | 1968    |
| All: Carlo Recalcati                 | Italia (bandiera)                        | -          | 1945    |